# Margit Nordin
Ellen Margit Ingrid Nordin, född 10 augusti 1897 i Karlstad, död 3 maj 1982 i Saltsjöbaden, var en svensk gymnastikdirektör och den första kvinnan att åka Vasaloppet, vilket hon gjorde 1923. Hon bodde senare i Grängesberg och tävlade under loppet för IFK Grängesberg i södra Dalarna. Efter loppet förbjöds kvinnliga deltagare i Vasaloppet, ett förbud som upphörde först 1981.

## Biografi
Nordin arbetade som gymnastiklärare och sjukgymnast i Grängesberg. En vinter hade hon en patient 15 km bort, vilket under en längre tid innebar dagliga skidturer på tre mil per dag. Hon var även van vid dagsvandringar/ träningsmarscher på fyra till sex mil. Detta gav Nordin idén till att testa om hennes kondition också höll för ett helt vasalopp.

### Vasaloppet 1923 och efterspel
Klockan sex på morgon den 4 mars 1923 släpptes startfältet iväg, med totalt 161 deltagare. Nordin hade startnummer 103. Förutom en matpaus och vila i en dryg kvart, på en gård vid Mångsbodarna, var hon på benen hela tiden. Nordin åkte slutligen i mål på tiden 10 timmar, 9 minuter och 42 sekunder.
Hon sågs som ett "kavat fruntimmer" med håg för utmaningar och vållade viss uppståndelse under och efter loppet. Man hade efter Nordins målgång hurrat för denna första kvinna i loppet, trots att hon gick i mål efter alla de manliga deltagarna (utom de tre som brutit loppet), det vill säga sist, vilket en del av dem nogsamt påpekade. Det skrevs anonyma insändare i Mora Tidning, och vissa tidningstexter var inte nådiga:
| ”                                       | Nio mil är för långt för en kvinna. Det blir ingen tävling, det blir ett onödigt uthållighetsprov, och man kan inte vara säker på att alla som vilja försöka sig på uppgiften lika lyckligt komma att gå i land därmed. Ty nästa år komma många flickor som vilja starta – var lugna för den saken. Men de måste nekas. | „ |
| – Idrottsbladet, efter Vasaloppet 1923, | |   |

Vasaloppsarrangörerna beslöt efter loppet, våren 1923, att det fick räcka med ett "kavat fruntimmer" i Vasaloppet. Med stöd av Svenska skidförbundets regler, som inte tillät kvinnliga deltagare på sträckor över 10 km, blev det fram till 1980 totalförbud för kvinnor att delta i Vasaloppet.
Nordin ställde senare upp i andra skidtävlingar i Dalarna.

#### Eftermäle
Den 10 augusti år 2023, över 100 år efter att hon åkt Vasaloppet, hedrades Margit Nordin med en google doodle på sin 126-årsdag.

### Familj

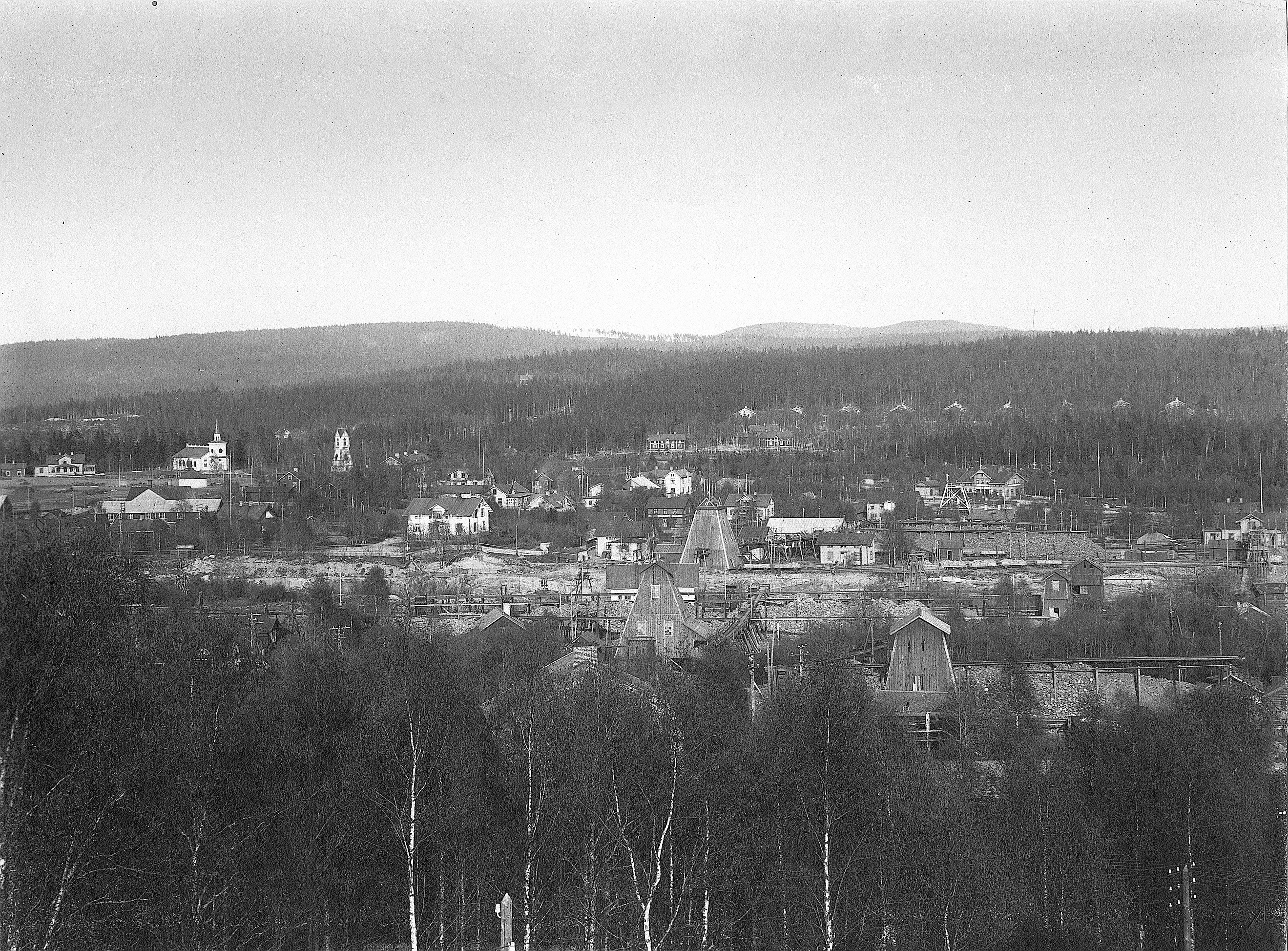
Grängesberg 1895, Margit Nordins hemort.

Margit Nordin var dotter till lektor Richard Nordin (1867–1929), från Uppsala, och hans hustru Elin Maria, född Runström (1869–1960), från Västerås. Mellan 1924 och 1930 var hon gift med juristen Nils Sundell; hans far Carl Reinhold Sundell förrättade parets vigsel i Uppsala domkyrka den 19 juli 1924.